# Skupnik
Skupnik je najniži dočasnički vojni čin u Hrvatskoj vojsci, nadređen je svim vojničkim činovima (vojnik, pozornik, razvodnik). 
Čin desetnik ima kategoriju-status (Rank-position) s NATO klasifikacijom: OR-4.
Sljedeći čin nakon skupnika je čin desetnika.
NATO klasifikacija: OR-4
Skračena oznaka: sk
U vojsci SAD, neovisno o grani, ima rang E-4, a nazivi koji se koriste po granama mogu se naći na stranicama Defense 
U Američkoj kopnenoj vojsci, mu odgovara čin: Corporal (CPL)
U hrvatskoj komponenti vojske Austro-Ugarske - domobranima, koristio se je naziv "desetnik", kao i tijekom Domovinskog rata sve do preustrojavanja i ažuriranja vojnih činova HV do 2000.g.
Više o povijesti čina je moguće naći na portalu Vojna Povijest :
* Vojni i dočasnički činovi u HV:
Vojnici:
vojnik,
pozornik,
razvodnik
Niži dočasnici:
skupnik,
desetnik,
narednik
Viši dočasnici:
nadnarednik,
stožerni narednik,
časnički namjesnik